# Schlüssigkeit
Schlüssigkeit oder Stringenz ist ein Begriff der Argumentationstheorie (Logik) sowie des Prozessrechts.

## Argumentationstheorie und Logik
Schlüssigkeit im Sinne der Argumentationstheorie und der Logik ist eine Eigenschaft eines Arguments. In der Logik und Argumentationstheorie wird der Ausdruck in einem doppelten Sinn verwendet.

### Formale Korrektheit
Schlüssigkeit des Arguments bedeutet lediglich, dass wenn die Prämissen wahr sind, daraus die Konklusion logisch folgt, ohne eine Aussage über die Wahrheit der Prämissen zu treffen. Diejenigen Autoren, die für den Begriff der Schlüssigkeit die Wahrheit der Prämissen einbeziehen (zweite Bedeutung), sprechen statt von Schlüssigkeit im nur formalen Sinn von Gültigkeit. In der Logik spricht man nicht von einem „schlüssigen Schluss“, sondern von einem (logisch/formal) gültigen (richtigen/korrekten/allgemeingültigen) Schluss, wenn die Wahrheit der Konklusion aus den Prämissen (logisch) notwendig folgt. Dies ist dann der Fall, wenn es (absolut) unmöglich ist, dass die (alle) Prämissen (zugleich) wahr sind und die Konklusion falsch ist. Ob Prämissen und Konklusion tatsächlich wahr oder falsch sind, spielt dabei keine Rolle.
Die formale Schlüssigkeit von Argumenten kann zusätzlich durch deren logische Form erläutert werden, um die bisweilen schwierigen Erwägungen über Möglichkeit/Unmöglichkeit zu vereinfachen. Nach diesem Ansatz gilt ein Argument genau dann als schlüssig, wenn alle Argumente, die dieselbe logische Form haben, ebenfalls schlüssig sind. Obwohl diese Definition zirkulär ist, ist sie hilfreich: Um bspw. zu beweisen, dass ein Argument A nicht schlüssig ist, kann man ein Argument B angeben, das dieselbe logische Form hat, und bei dem man weiß, dass die Prämissen wahr sind, die Konklusion aber falsch ist. Nach der ersten Definition ist Argument B dann offensichtlich nicht schlüssig, also ist nach der zweiten Definition auch Argument A nicht schlüssig (man hat ein Gegenbeispiel gefunden).
Erhalten wird die logische Form, wenn man alle nichtlogischen Ausdrücke konsistent ersetzt. Logische Ausdrücke sind z. B. die Quantoren „alle“ und „manche“, außerdem Junktoren wie „und“ und „oder“. Wenn es als Kopula auftritt, gilt auch „ist“ als logischer Ausdruck.

### Gültigkeit des Arguments und Wahrheit der Prämissen
„Ein Argument heißt schlüssig genau dann, wenn es gültig ist und alle seine Prämissen wahr sind.“

## Prozessrecht
Im Prozessrecht bezeichnet die Schlüssigkeit die Geeignetheit eines Parteivortrages, die von der Partei begehrte Rechtsfolge zu tragen. Ein Vortrag im Prozess ist schlüssig, wenn die von der Partei behaupteten Tatsachen – als wahr unterstellt – den Tatbestand einer Norm ausfüllen, die eine der vortragenden Partei günstige Rechtsfolge anordnet.

### Schlüssigkeit im deutschen Zivilprozess
Die Schlüssigkeit ist ein wichtiger Begriff in der juristischen Methodik und insbesondere im Zivilprozess und dort relationstechnisch elementar. Die Prüfung der Begründetheit einer Klage beginnt mit der Prüfung der Schlüssigkeit des Kläger-Vorbringens („Klägerstation“). Ist eine Klage nicht schlüssig, erübrigen sich alle weiteren Erörterungen zum Beklagtenvortrag, Beweise dürfen nicht erhoben werden. Die unschlüssige Klage weist der Richter – nach einem Hinweis, um der vortragenden Partei Gelegenheit zu geben, ihr Vorbringen nachzubessern – ab.
Bei der Schlüssigkeitsprüfung wird die Wahrheit der vom Kläger vorgetragenen Tatsachen unterstellt und nur danach gefragt, ob sie die von ihm begehrte Rechtsfolge tragen.
Beispiel: Die Klage auf Übereignung eines Grundstücks ist „unschlüssig“, wenn der Kläger seinen Anspruch aus einem mündlichen Grundstückskaufvertrag herleitet, denn ein Grundstückskaufvertrag bedarf zu seiner Wirksamkeit der notariellen Beurkundung. Schlüssig ist der Vortrag des Klägers, wenn er den Abschluss eines notariell beurkundeten Kaufvertrages vorbringt und seine vertragsgerechte Leistung des Kaufpreises. Eine Kaufpreisklage könnte ganz oder jedenfalls teilweise, der Höhe nach, unschlüssig sein, wenn der Kläger den Kaufpreis für eine mangelfreie Sache einklagt, allerdings selbst Mängel an der verkauften Sache einräumt und er für Mängel verschuldensunabhängig einzustehen hat.
Es obliegt im Zivilverfahren dem Kläger, alle zum Grund und zur Höhe seines Anspruchs nötigen Tatsachen („anspruchsbegründenden Tatsachen“) vorzutragen. Hat er dies getan, sind seine Ausführungen schlüssig. Bringt er allerdings darüber hinaus selbst anspruchshindernde, -vernichtende oder -hemmende Umstände vor, macht er seine eigene Klage wieder unschlüssig. 
Beispiel: Der Kläger trägt nach Ablauf der Verjährungsfrist vor, der Beklagte habe die Verjährungseinrede erhoben.
Wichtig ist die Schlüssigkeit insbesondere bei fehlender Verteidigungsanzeige des Beklagten im schriftlichen Vorverfahren oder bei dessen Säumnis in der mündlichen Verhandlung. Dann ergeht nach Vorbringen des Klägers ein Versäumnisurteil nur, wenn und soweit die von ihm behaupteten Tatsachen den begehrten Anspruch begründen, also sein Anspruch schlüssig dargetan ist. Ansonsten weist das Gericht die Klage nach Hinweis mangels Schlüssigkeit als unbegründet ab (unechtes Versäumnisurteil).
Erst nach schlüssigem Klägervortrag prüft das Gericht, ob das Vorbringen der Gegenseite „erheblich“ ist (Erheblichkeit). Erheblich ist ein Beklagtenvortrag dann, wenn er geeignet ist, den schlüssig vorgetragenen Klageanspruch ganz oder teilweise zu Fall zu bringen. Hierzu kann der Beklagte die vom Kläger behaupteten Tatsachen bestreiten oder Einwendungen und Einreden geltend machen. Prüfungsmaßstab für Einwendungen und Einreden ist, ob die vom Beklagten hierzu behaupteten Tatsachen, als wahr unterstellt, den Tatbestand einer Norm ausfüllen, die den klägerisch geltend gemachten Anspruch nicht entstehen oder wieder untergehen lässt oder seiner Durchsetzung entgegensteht. So ist der Einwand des Beklagten, nicht zahlen zu können, im Zivilprozess regelmäßig unerheblich; demgegenüber ist der Einwand der Mangelhaftigkeit eines Kauf- oder Mietobjektes oder einer Werkleistung regelmäßig erheblich.
Über wirksam bestrittene Tatsachen, die die Schlüssigkeit oder die Erheblichkeit begründen, muss das Gericht regelmäßig auf Antrag einer Partei Beweis erheben, etwa durch Befragung von Zeugen oder Einholung von Sachverständigengutachten. So zum Beispiel, wenn die Parteien unvereinbare Tatsachen behaupten, aus denen sich unterschiedliche Rechtsfolgen ergeben (der Unternehmer hält sein Werk für mangelfrei, der Besteller wendet Mängel ein).

### Schlüssigkeit außerhalb des Zivilprozesses
Während im Zivilverfahren das Gericht nur nach dem vorgetragenen Sachverhalt urteilt (Verhandlungs- oder Beibringungsgrundsatz), besteht in anderen Verfahren (z. B. Straf-, Verwaltungsverfahren) in Deutschland das Prinzip der Amtsermittlung (Offizialmaxime). In diesen Verfahren spielt die Schlüssigkeit eine mehr untergeordnete Rolle. Die Amtsermittlung hat aber auch Grenzen: Im Sozialhilfeverfahren z. B. hat der Anspruchsteller seine Bedürftigkeit schlüssig darzulegen, wenn er Hilfe begehrt.